# Malta en los Juegos Paralímpicos de Río de Janeiro 2016
Malta estuvo representada en los Juegos Paralímpicos de Río de Janeiro 2016 por una deportista femenina. El equipo paralímpico maltés no obtuvo ninguna medalla en estos Juegos.